# Mykola Milchev
Mykola Mykolayovych Milchev (en ucraniano: Микола Миколайович Мільчев, Odesa, URSS, 3 de noviembre de 1967) es un deportista ucraniano que compite en tiro, en la modalidad de tiro al plato.
Participó en cuatro Juegos Olímpicos de Verano, entre los años 2000 y 2016, obteniendo una medalla de oro en Sídney 2000, en la prueba de skeet.
Ganó una medalla de plata en el Campeonato Mundial de Tiro de 2023 y dos medallas en el Campeonato Europeo de Tiro, en los años 1999 y 2025.
Fue el abanderado de Ucrania en la ceremonia de apertura de los Juegos de Río de Janeiro 2016.

## Palmarés internacional
| Juegos Olímpicos   | Juegos Olímpicos      | Juegos Olímpicos  | Juegos Olímpicos |
| Año                | Lugar                 | Medalla           | Prueba           |
| ------------------ | --------------------- | ----------------- | ---------------- |
| 2000               | Sídney (Australia)    | Medalla de oro    | Skeet            |
| Campeonato Mundial |                       |                   |                  |
| Año                | Lugar                 | Medalla           | Prueba           |
| 2023               | Bakú (Azerbaiyán)     | Medalla de plata  | Skeet mixto      |
| Campeonato Europeo |                       |                   |                  |
| Año                | Lugar                 | Medalla           | Prueba           |
| 1999               | Burdeos (Francia)     | Medalla de plata  | Skeet            |
| 2025               | Châteauroux (Francia) | Medalla de bronce | Skeet            |